# Amor Fati
«Amor Fati» es el octavo episodio y final de la tercera temporada de la serie de televisión de antología y comedia dramática estadounidense The White Lotus. Es el episodio número 21 de la serie y fue escrito y dirigido por el creador de la serie Mike White. Se emitió originalmente en HBO el 6 de abril de 2025, y también se estrenó el mismo día en Max. Es el episodio más largo de la serie, con una duración de 90 minutos.
La serie sigue a los huéspedes y empleados de la ficticia cadena de resorts White Lotus. La temporada está ambientada en Tailandia y sigue a los nuevos huéspedes, entre los que se encuentran Rick Hatchett y su joven novia Chelsea; Timothy Ratliff, su esposa Victoria y sus hijos Saxon, Piper y Lochlan; Jaclyn Lemon y sus amigas Kate y Laurie; la empleada de White Lotus Hawaii Belinda y el personal de White Lotus Tailandia, Pornchai, Mook y Gaitok. En el episodio, Rick regresa al hotel, mientras Timothy toma una decisión peligrosa para su familia. Mientras tanto, Laurie explica su papel en su vida a Jaclyn y Kate, mientras Gaitok debate sobre exponer a Valentin por su papel en el robo.
El episodio recibió críticas positivas de los críticos, que alabaron las interpretaciones (en particular la de Carrie Coon), la tensión, la fotografía y el cierre de la trama. Otros criticaron los cabos sueltos de la narrativa, la caracterización y la escritura, y expresaron que el final carecía de la catarsis emocional de temporadas anteriores.

## Argumento
Tras salir de fiesta con su amigo Frank (Sam Rockwell) en la habitación de un hotel de Bangkok la noche anterior, Rick (Walton Goggins) regresa solo al complejo turístico y se reencuentra felizmente con Chelsea (Aimee Lou Wood).
Gaitok (Tayme Thapthimthong) habla con Valentin (Arnas Fedaravicius) y le plantea sus sospechas de que él y sus amigos estaban detrás del robo de la tienda. Valentin, al darse cuenta de que Gaitok sabe la verdad, le ruega que no lo denuncie, ya que él y sus amigos podrían enfrentarse a la deportación y luego a la muerte en Rusia. Gaitok pide hablar con su superior y confiesa que no se siente apto para el trabajo de guardia de seguridad. Su superior insiste en que Gaitok es un buen empleado y le sugiere que se lo piense antes de renunciar.
De vuelta al hotel, Piper (Sarah Catherine Hook) le dice a Lochlan (Sam Nivola) que no quiere que se quede con ella en el monasterio, ya que no quiere sentirse responsable de arruinarle la vida. Cuando Victoria (Parker Posey) la presiona para que tome una decisión, Piper admite que no disfrutó de su estancia en el monasterio y que no puede vivir sin las comodidades materiales del hogar. Una complacida Victoria le dice a Piper que sería un error no disfrutar de su riqueza, lo que preocupa a Timothy (Jason Isaacs).
Saxon (Patrick Schwarzenegger) continúa leyendo los libros que Chelsea le prestó y sigue preocupado por el encuentro incestuoso con su hermano pequeño, alimentado por las drogas. Lochlan intenta aclarar las cosas, explicando que es un «complaciente» y que sólo quería hacer feliz a Saxon. Saxon lo rechaza y le dice a Lochlan que olvide todo lo ocurrido. Timothy le pregunta a Lochlan si podría vivir sin dinero, y Lochlan dice que cree que podría. Timothy recuerda que su villa está rodeada por las frutas venenosas pong pong, coge las semillas de varias y las pulveriza en una licuadora.
Belinda (Natasha Rothwell) y Zion (Nicholas Duvernay) visitan a Greg (Jon Gries) en su casa. Zion presiona a Greg para que le dé más dinero para que su madre pueda poner en marcha su negocio de spa, sugiriéndole 5 millones de dólares. Cuando Greg rechaza la cantidad, Belinda se marcha, pero envía a Zion de vuelta como parte de una estrategia para intimidar a Greg. De vuelta al resort, descubren que su plan ha funcionado y Greg ha transferido el dinero. Belinda planea marcharse de Tailandia al día siguiente para evitar cualquier otra interacción con Greg. Le dice a Pornchai (Dom Hetrakul) que sus circunstancias han cambiado y que se iran inmediatamente, rechazando suavemente la idea de empezar un negocio juntos.
Laurie (Carrie Coon), Jaclyn (Michelle Monaghan) y Kate (Leslie Bibb) tienen una última cena juntas en el resort. Mientras Jaclyn y Kate declaran que han pasado una semana maravillosa, Laurie admite que ha estado muy triste todo el tiempo. Les cuenta que ha luchado por encontrarle sentido a su vida a través del trabajo, el amor y el ser madre, y que ahora se da cuenta de que sus amistades son lo que realmente le da sentido a su vida. Las tres se expresan su amor y reafirman sus lazos.
Timothy mezcla las semillas venenosas en cócteles de piña colada para él y su familia, sin incluir a Lochlan. Observa cómo empiezan a beber, pero lo piensa mejor y los detiene. Por la mañana, Lochlan prepara un batido de proteínas en la licuadora, incluyendo sin saberlo los restos de las semillas venenosas. Con Timothy aún dormido, Victoria se va a desayunar con Saxon y Piper, sin darse cuenta de que Lochlan está luchando junto a la piscina. Lochlan vomita y pierde el conocimiento, teniendo una visión de sí mismo luchando bajo el agua. Timothy lo encuentra más tarde y expresa su horror ante la posibilidad de perder a su hijo, pero Lochlan despierta en brazos de su padre y dice que cree haber visto a Dios.
Jim y Sritala Hollinger llegan al resort y se las arreglan para tomarse una foto con Jaclyn antes de que se vaya. Jim descubre a Rick en el comedor y se enfrenta a él, mostrando que está armado. Le dice a Rick que su madre era una «zorra» mentirosa y que su padre no era un buen hombre, por lo que no se perdió gran cosa al crecer sin él. Trastornado, Rick vuelve con Chelsea, que le ruega que no actúe de acuerdo con su ira. Los guardaespaldas de los Hollinger se acercan a Rick, que huye del comedor. Rick suplica a Amrita (Shalini Peiris) que lo ayude, pero como ella tiene una sesión con Zion, le dice que debe esperar. 
Mientras espera, Rick ve a los Hollinger haciéndose una foto con Jaclyn cerca y se da cuenta de que los guardaespaldas se han alejado. Chelsea llega y de nuevo le suplica que no haga nada, pero Rick sólo le dice que se vaya. Se enfrenta a Jim y rápidamente toma su arma, luego le dispara dos veces en el pecho. Sritala le dice a Rick que Jim era su padre. Los guardaespaldas le disparan a Rick, mientras que el consigue matarlos a ambos en un tiroteo, pero una bala perdida alcanza a Chelsea y la mata. Devastado, Rick intenta llevarse su cuerpo mientras llega Gaitok. Sritala le exige a Gaitok que dispare a Rick, a pesar de la duda, lo hace, por lo que caen al lago y terminan ahogados.
En el barco que abandona el complejo, los Ratliff recuperan sus teléfonos. Timothy le dice a su familia que todo está a punto de cambiar, pero que lo superarán como familia porque eso es lo más importante. Jaclyn, Kate y Laurie se consuelan mutuamente tras los sucesos del tiroteo. En su casa, Greg acepta un posible encuentro sexual entre Chloe (Charlotte Le Bon) y otro hombre. Frank es visto rezando en un monasterio, tras haber vuelto al budismo. Gaitok, ahora miembro del equipo de seguridad de Sritala, es abrazado por Mook (Lalisa Manobal). Los cuerpos de Rick y Chelsea son llevados a un avión. Belinda y Zion abandonan alegremente el complejo en un barco privado, despidiendose del personal del White Lotus.

## Producción

### Desarrollo
El episodio fue escrito y dirigido por el creador de la serie Mike White. Este fue el vigesimoprimer crédito de White como guionista y director de la serie.

### Escritura
Según el productor ejecutivo David Bernad, Mike White escribió seis finales falsos para el episodio con el fin de evitar filtraciones. Bernad añadió: «Cuando rodamos la escena final, el set estaba cerrado. Así que nadie tenía realmente acceso a lo que estábamos rodando y no habría participantes ajenos a The White Lotus que vieran lo que estamos haciendo».
White comparó el final de Rick y Chelsea con una tragedia griega, «alguien que mata lo que ama mientras intenta vengarse». Sobre el hecho de que Gaitok apretara el gatillo, explicó: «Uno de los conceptos del budismo es la no violencia. Tomar a un tipo al que realmente apoyas y del que comprendes su naturaleza sensible y que se convierte en un héroe para su chica y en un héroe para su trabajo, y la única forma en que puede hacerlo es yendo en contra de sus creencias espirituales».
White también describió el final de los Ratliff como «agridulce», diciendo: «La vida sigue más allá de este valle personal, pero ¿qué va a pasar sin sus comodidades? No creo que Victoria sea alguien que pueda vivir en la pobreza. Seguro que se le ocurre alguna otra solución». También explicó la decisión de que Belinda aceptara el dinero de Greg: «Simplemente pensé que sería una forma divertida de que otra persona se beneficiara de esta tragedia que le ocurrió a Tanya».

## Recepción

### Respuesta de la crítica

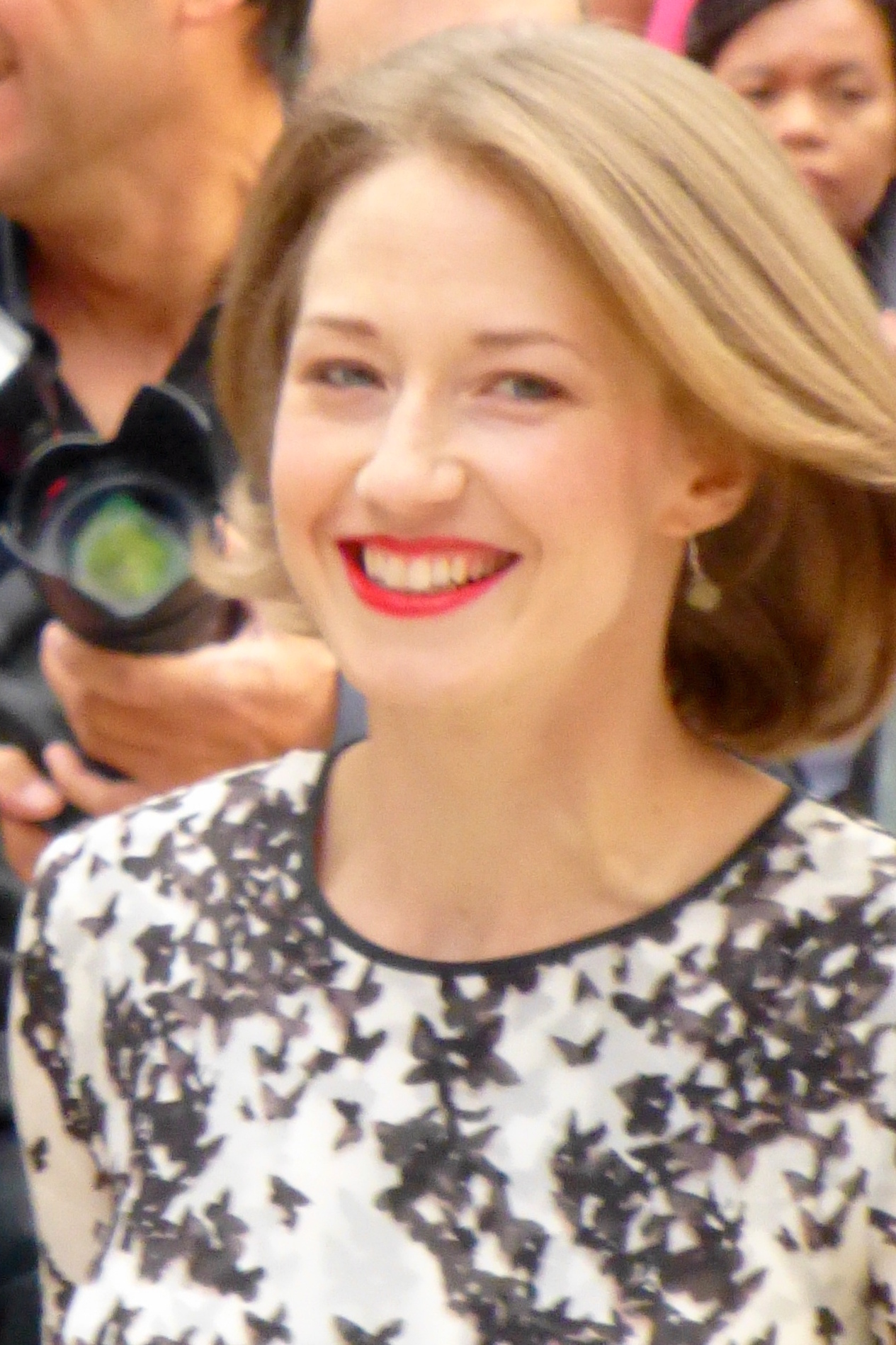
Carrie Coon fue aclamada por su interpretación en el episodio.

«Amor Fati» recibió críticas mayoritariamente positivas. En el sitio web de agregadores de reseñas Rotten Tomatoes, el 77% de las 13 reseñas de los críticos son positivas, con una calificación promedio de 7.5/10.
Manuel Betancourt de The A.V. Club, le dio al episodio una «A» y escribió: «White se dio 90 minutos completos para desenredar los numerosos hilos espinosos que ha ido desenrollando durante toda la temporada, y acabó ofreciendo una tragedia a lo Shakespeare. («Nothing From Nothing», la canción que cierra el episodio, se hace eco del verso de King Lear «Nada saldrá de la nada»). Lo que significa que la propia cuestión del destino a la que alude el título de este episodio tiene tanto que ver, por ejemplo, con la astrología de Chelsea como con las maquinaciones narrativas de esas tragedias milenarias».
Alison Herman de Variety, escribió: «Sólo la experiencia cercana a la muerte de Lochlan, inducida por un batido de proteínas venenosas, fue una tontería realmente superflua, convirtiendo una Vitamix de todas las cosas en un arma en espera. Sin embargo, en su mayor parte, The White Lotus consigue entretejer de forma convincente un conjunto dispar de personas e ideas en un tratado sobre la naturaleza interna de la satisfacción. Puede que Rick y Chelsea nunca lleguen a marcharse, y que los Ratliff naveguen hacia un futuro incierto y probablemente sin dinero. Los que estamos en casa, sin embargo, podemos marcharnos con pocos remordimientos».
El episodio recibió críticas por su redacción. Alan Sepinwall de Rolling Stone escribió que el final: «Resumía todas las cosas que no funcionaban de la tercera temporada», comentando la «naturaleza predecible, artificiosa y/o directamente tonta» de las resoluciones. Detalló que el giro relativo a la búsqueda de venganza de Rick no era sorprendente, y criticó la línea argumental como si fuera la «licuadora de Chéjov». De la trama de las tres novias, escribió que Coon, «una de las mejores y más emocionalmente crudas actrices que trabajan hoy en día [ofrece] un monólogo sincero», pero «las palabras que estaba pronunciando con tanta fuerza estaban totalmente en desacuerdo con la forma en que el personaje fue retratado a lo largo de la temporada». Añadió que la decisión de la temporada de presentar su final como «un drama directo... altera gravemente el tono de la serie e invita a un nivel de escrutinio para el que simplemente no está hecha».
Kathryn VanArendonk de Vulture escribió: «hay destellos en los que queda claro que un enfoque más sólido y equilibrado de esta temporada podría haber dado lugar a algo trascendente. En lugar de eso, la tercera temporada de The White Lotus se entretiene demasiado, intentando guardar demasiado de lo bueno para el final. Curiosamente, esa es exactamente la lección que el monólogo de Laurie intentaba enseñar y la que White Lotus no consigue. No se trata de un momento final, o de un espectacular logro de sorpresa que nadie pudiera ver venir. Se supone que el placer está en el viaje».
Liz Shannon Miller de Consequence, escribió: «¿Qué hemos aprendido sobre la muerte, aparte del hecho de que llega incluso para los más puros de corazón? Nada importante. No cabe duda de que la habilidad de White para crear un amplio abanico de personajes idiosincrásicos ha contribuido en gran medida a la popularidad de la serie, a la que ha dado vida el extraordinario reparto de esta temporada. Pero la experiencia en su conjunto acabó resultando más superficial de lo que este conjunto merecía».
Adam White de The Independent, opinó que «Todo lo remotamente interesante sobre los Ratliff... se deja en su mayor parte para ser tratado fuera de cámara». Lamentó que el aspecto de asesinato misterioso de la serie se antepusiera a sus característicos estudios de personajes, «con demasiados simulacros de muerte, demasiados posibles asesinos y más pistolas de Chéjov de las que la serie sabía qué hacer. Y ha acabado haciendo que la gente hable de The White Lotus como si fuera Lost o Severance, o alguna otra |serie de rompecabezas plagada de easter eggs y pistas que requieren nuestra resolución». Y concluye: «White es un maestro cuando se trata de dinámicas interpersonales y de escribir sobre nuestra propensión a la crueldad, la arrogancia y el ensimismamiento. Pero después de estos agotadores ocho episodios, debería evitar la trampa del misterio y detenerse ahí».
Noel Murray de The New York Times, escribió: «Algunos personajes tuvieron finales felices, mientras que otros decididamente no. Pero hubo suficientes giros para mantener a los espectadores adivinando hasta el final».